# TrackMania (seria gier)
TrackMania (tytuł zapisywany też jako Trackmania, w skrócie: TM) – seria komputerowych gier wyścigowych, charakteryzujących się zręcznościowym modelem jazdy, możliwością wykonywania sztuczek kaskaderskich, rozbudowanym edytorem tras oraz opcjami personalizacji pojazdów i tworzenia własnych powtórek. Cykl zawiera też elementy gier logicznych. Pierwsza część serii została opracowana przez francuskie przedsiębiorstwo Nadeo i wydana 28 listopada 2003 roku na platformę Microsoft Windows przez Digital Jesters. Oprócz głównych odsłon przeznaczonych na komputery osobiste, powstały również edycje na konsole Nintendo DS oraz Nintendo Wii, stworzone przez firmę Firebrand Games. Najnowszą częścią serii jest Trackmania (2020), wydana przez Ubisoft w lipcu 2020 roku na Windowsa, a następnie w maju 2023 roku na konsole PlayStation 4, PlayStation 5, Xbox One i Xbox Series X/S.

## Historia

### 2003–2005
Pierwsza odsłona gry, TrackMania, zadebiutowała w 2003 roku. Jej twórcy z francuskiej firmy Nadeo inspirowali się m.in. wydaną na platformę MS-DOS grą Stunts. Tytuł opublikowano na rynku światowym 28 listopada 2003, zaś w Polsce ukazał się 16 czerwca 2004 roku. TrackMania oferowała trzy zróżnicowane środowiska: Rajd (Rally), Śnieg (Snow) oraz Pustynię (Desert), każde z unikalnym pojazdem i modelem jazdy. Gra zawierała trójwymiarowy edytor tras, pozwalający na tworzenie własnych torów z dostępnych segmentów. W grze funkcjonowała wirtualna waluta, „miedziaki”, zdobywane za osiąganie dobrych wyników na trasach przygotowanych przez twórców. Służyły one do kupowania elementów w edytorze tras. Gra działała na autorskim silniku graficznym Engine 3D, zoptymalizowanym pod kątem płynnego działania nawet na słabszych komputerach.

W kwietniu 2005 roku wydano sequel – TrackMania Sunrise. Wprowadzał on trzy nowe środowiska: Wyspę (Island), Zatokę (Bay) oraz Wybrzeże (Coast). Gra wzbogaciła się o nowe elementy rozgrywki, w tym tryby Platform i Crazy, możliwość wyboru pory dnia w edytorze, a także opcję kontroli pojazdu w locie. Debiutowało narzędzie Media Tracker, służące do tworzenia zaawansowanych powtórek i filmów z gry. Pojawił się również wbudowany edytor malowań pojazdów. Rozbudowano także tryb gry wieloosobowej.
W październiku 2005 roku (w Polsce w grudniu) Nadeo wydało TrackMania Original, będącą odświeżoną wersją pierwszej gry, wzbogaconą o funkcje i usprawnienia graficzne znane z Sunrise. Dodano nowe elementy w edytorze, trasy oraz tryby gry: Platformy i Ewolucje (polegające na zdobywaniu punktów za akrobacje).

### 2006–2008
Na początku 2006 roku, z myślą o turnieju Electronic Sports World Cup, powstała darmowa edycja specjalna – TrackMania Nations ESWC. Wprowadzała ona nowe, popularne środowisko – Stadion (Stadium). Była to jedna z oficjalnych gier turnieju ESWC. Gra oferowała m.in. tryb wieloosobowy HotSeat (gra na zmianę na jednym komputerze) oraz rozbudowane opcje rywalizacji online.  17 listopada 2006 roku premierę miała gra TrackMania United, będąca kompilacją wszystkich siedmiu dotychczasowych środowisk (Rajd, Pustynia, Śnieg, Zatoka, Wyspa, Wybrzeże, Stadion) ze znacznymi usprawnieniami graficznymi.
W kwietniu 2008 roku wydano TrackMania United Forever, darmowe rozszerzenie do United, zawierające łącznie 250 tras stworzonych przez producenta. Późniejsza, również darmowa aktualizacja, nazwana TMUF Star Edition, dodała kolejne 147 tras wybranych spośród twórczości graczy. Równocześnie udostępniono TrackMania Nations Forever, darmową, samodzielną wersję gry, będącą następcą Nations ESWC. Charakteryzowała się ona rozbudowanym trybem jednoosobowym, ulepszoną oprawą wizualną i przebudowanym systemem rywalizacji sieciowej.

### Wersje konsolowe (Nintendo)
Studio Firebrand Games stworzyło wersje gry na konsole przenośne i stacjonarne Nintendo: TrackMania DS (2008), TrackMania Turbo (wersja na NDS, 2010) oraz TrackMania Wii (2010).

### 2010–2017
W 2011 roku Nadeo rozpoczęło wydawanie gier z serii TrackMania 2, opartych na platformie społecznościowej ManiaPlanet. Pierwszą z nich była TrackMania 2: Canyon (14 września 2011), oferująca nowe środowisko Kanionu. Gra wprowadziła bardziej rozbudowany edytor tras, większy obszar budowy, zmienioną fizykę jazdy, tryb gry na podzielonym ekranie oraz język skryptowy ManiaScript do tworzenia zaawansowanych modyfikacji.
W 2013 roku ukazały się dwie kolejne odsłony: TrackMania 2: Valley (4 lipca) ze środowiskiem Doliny oraz TrackMania 2: Stadium (21 czerwca), będąca płatną kontynuacją darmowej Nations Forever. Wersja Stadium oferowała m.in. nowy interfejs, rozbudowany Media Tracker, dodatkowe elementy w edytorze tras oraz ulepszoną grafikę z zaawansowanymi efektami świetlnymi. Ostatnią grą z tej podserii była TrackMania 2: Lagoon, wydana w maju 2017 roku, wprowadzająca środowisko Laguny, znane wcześniej z gry TrackMania Turbo.
Gra TrackMania Turbo (zapis bez cyfry '2'), wydana przez Nadeo w marcu 2016 roku, trafiła na platformy Windows, PlayStation 4 oraz Xbox One.

### Trackmania (2020) i późniejszy rozwój
Najnowsza odsłona serii, zatytułowana po prostu Trackmania, ukazała się w lipcu 2020 roku na PC, a w maju 2023 roku trafiła na konsole PlayStation 4, PS5, Xbox One oraz Xbox Series X/S. Gra jest dostępna w modelu free-to-play z opcjonalnymi subskrypcjami oferującymi dodatkową zawartość i funkcje.
W listopadzie 2023 roku, z okazji 20-lecia serii, Ubisoft rozpoczął obchody, zapowiadając serię trzech dodatków DLC nawiązujących do oryginalnych środowisk z pierwszej gry. Pierwszy z nich, wprowadzający elementy związane ze środowiskiem Śniegu (Snow), ukazał się pod koniec listopada 2023 roku i zawierał m.in. kampanię z 15 torami, nowy model samochodu, drewnianą nawierzchnię oraz ponad 100 nowych bloków do edytora tras. Kolejne dodatki, inspirowane środowiskami Rajdu (Rally) i Pustyni (Desert), zaplanowano odpowiednio na kwiecień i lipiec 2024 roku.

## Gry serii
| Lp.  | Tytuł                      | Rok wydania | Informacje                                                                                         |
| ---- | -------------------------- | ----------- | -------------------------------------------------------------------------------------------------- |
| 1.   | TrackMania                 | 2003        | Pierwsza wersja gry, 3 środowiska: Desert, Rally, Snow.                                            |
| 1.1. | TrackMania Original        | 2005        | Odświeżona wersja pierwszej gry z nowymi trybami i funkcjami.                                      |
| 2.   | TrackMania Sunrise         | 2005        | 3 nowe środowiska: Island, Bay, Coast; edytor malowań, Media Tracker.                              |
| 3.   | TrackMania Nations ESWC    | 2006        | Darmowa gra e-sportowa ze środowiskiem Stadium.                                                    |
| 4.   | TrackMania United          | 2006        | Kompilacja 7 środowisk z poprzednich gier.                                                         |
| 4.1. | TrackMania United Forever  | 2008        | Darmowy dodatek do United, 250 tras + 147 tras Star Edition.                                       |
| 4.2. | TrackMania Nations Forever | 2008        | Darmowa, rozbudowana wersja Nations ESWC.                                                          |
| 5.   | TrackMania DS              | 2008        | Pierwsza wersja na konsolę Nintendo DS.                                                            |
| 5.1. | TrackMania Turbo (NDS)     | 2010        | Kolejna wersja na NDS.                                                                             |
| 6.   | TrackMania Wii             | 2010        | Wersja na konsolę Nintendo Wii.                                                                    |
| 7.   | TrackMania 2               | 2011–2017   | Seria gier na platformie ManiaPlanet, sprzedawanych jako osobne środowiska.                        |
| 7.1. | TrackMania 2: Canyon       | 2011        | Środowisko Kanionu.                                                                                |
| 7.2. | TrackMania 2: Valley       | 2013        | Środowisko Doliny.                                                                                 |
| 7.3. | TrackMania 2: Stadium      | 2013        | Odświeżone środowisko Stadionu.                                                                    |
| 7.4. | TrackMania 2: Lagoon       | 2017        | Środowisko Laguny.                                                                                 |
| 8.   | TrackMania Turbo           | 2016        | 4 dopracowane środowiska: Lagoon Rollercoaster, International Stadium, Canyon Drift, Dirty Valley. |
| 9.   | Trackmania                 | 2020        | Odświeżona wersja Nations, model free-to-play, późniejsze aktualizacje rocznicowe.                 |

## Trasy
TrackMania zawiera gotowe trasy, przygotowane przez twórców, na których gracz rywalizuje o jak najlepszy czas, zdobywając medale (brązowy, srebrny, złoty oraz medal autora). W częściach serii (z wyjątkiem darmowych odsłon Nations) za zdobyte medale otrzymuje się „miedziaki” – wirtualną walutę gry. Służą one do odblokowywania dodatkowych tras, elementów edytora lub kupowania dzieł innych graczy, takich jak trasy czy skiny samochodów.
Kluczowym elementem serii jest rozbudowany, trójwymiarowy edytor tras, pozwalający graczom na tworzenie własnych torów wyścigowych. Edytor oferuje szeroką gamę gotowych segmentów: fragmenty dróg (proste, zakręty, podjazdy, nachylenia), elementy specjalne (pętle, skocznie, tunele), bloki z dodatkowymi funkcjami (dopalacze, strefy bezsilnikowe, punkty kontrolne) oraz liczne obiekty dekoracyjne. W niektórych odsłonach (np. Sunrise, seria TrackMania 2) dostępny jest również Media Tracker, umożliwiający reżyserowanie powtórek, dodawanie efektów specjalnych, zmian kamery czy tworzenie filmowych wprowadzeń do tras. Gotowe trasy można udostępniać innym graczom za pośrednictwem Internetu, często poprzez dedykowane serwisy społecznościowe.

## Środowiska
W całej serii TrackMania pojawiło się łącznie dziesięć głównych środowisk, z których każde oferuje odmienny styl wizualny, unikalny model pojazdu oraz zestaw elementów w edytorze tras. Najbardziej rozpoznawalnym i popularnym środowiskiem, obecnym w wielu odsłonach, jest Stadion (Stadium), wprowadzony po raz pierwszy w 2006 roku w grze TrackMania Nations ESWC. Pierwszymi historycznie środowiskami były Pustynia (Desert), Rajd (Rally) i Śnieg (Snow) z debiutanckiej gry TrackMania (2003). Najnowszym dodanym środowiskiem jest Laguna (Lagoon), która pojawiła się w grze TrackMania Turbo (2016) i TrackMania 2: Lagoon (2017). Aktualizacje do Trackmania (2020) ponownie nawiązują do klasycznych środowisk jak Śnieg, Rajd i Pustynia.

## Samochody
Charakterystyczną cechą serii TrackMania jest brak możliwości wyboru modelu samochodu przed wyścigiem. Każde środowisko gry (np. Stadion, Pustynia, Kanion) posiada jeden, przypisany do niego na stałe model pojazdu, który wyróżnia się unikalnymi właściwościami jezdnymi i fizyką prowadzenia. Aktualizacje do gry Trackmania (2020) wprowadzają czasem specjalne modele samochodów powiązane z nową zawartością.
Gracze mają jednak możliwość personalizacji wyglądu swojego pojazdu poprzez zmianę jego malowania, powszechnie nazywanego „skinem” lub „skórką”. W niektórych odsłonach serii, jak TrackMania Sunrise, dostępny jest wbudowany edytor, pozwalający na tworzenie własnych wzorów bezpośrednio w grze. Możliwe jest również tworzenie skórek w zewnętrznych programach graficznych i importowanie ich do gry. Społeczność graczy często dzieli się swoimi dziełami na dedykowanych stronach internetowych. Co istotne, zmiana skórki ma charakter wyłącznie kosmetyczny i nie wpływa na osiągi ani sposób prowadzenia samochodu – wszystkie pojazdy danego środowiska zachowują identyczne parametry niezależnie od zastosowanego malowania.
W nowszych grach serii, opartych na platformie ManiaPlanet (np. gry z cyklu TrackMania 2), pojawiła się również możliwość importowania niestandardowych modeli 3D pojazdów, tworzonych przez społeczność. Podobnie jak skórki, modele te zazwyczaj nie modyfikują domyślnej fizyki pojazdu, pełniąc głównie funkcję estetyczną.